# تیم ملی هندبال مالت
تیم ملی هندبال مالت نماینده اتحادیه هندبال مالت در مسابقات بین‌المللی هندبال است. بازیکنان این تیم، همیشه از بین چهار تیم هندبال رقیب در مالت انتخاب شده اند. 

## قهرمانی ملت های در حال ظهور فدراسیون بین‌المللی هندبال
- ۲۰۱۵ - مکان هشتم
- ۲۰۱۷ - مکان سیزدهم
- ۲۰۱۹ - مکان دوازدهم